# نویماگن-دهرون
نویماگن-دهرون (به آلمانی: Neumagen-Dhron) یک شهر در آلمان است که در برنکاستل-ویتلیش واقع شده‌است. نویماگن-دهرون ۲٬۲۸۶ نفر جمعیت دارد.